# Julián Estiven Vélez
Julián Estiven Vélez (sinh ngày 9 tháng 2 năm 1982) là một cầu thủ bóng đá người Colombia.

## Đội tuyển bóng đá quốc gia Colombia
Julián Estiven Vélez thi đấu cho đội tuyển bóng đá quốc gia Colombia từ năm 2006 đến 2008.

## Thống kê sự nghiệp
| Đội tuyển bóng đá Colombia | Đội tuyển bóng đá Colombia | Đội tuyển bóng đá Colombia |
| Năm                        | Trận                       | Bàn                        |
| -------------------------- | -------------------------- | -------------------------- |
| 2006                       | 4                          | 0                          |
| 2007                       | 6                          | 0                          |
| 2008                       | 5                          | 0                          |
| Tổng cộng                  | 15                         | 0                          |